# Minna Schilling
Minna Martha Schilling, z domu Petermann (ur. 29 maja 1877 we Freibergu, zm. w 1943 r. w Weimarze) – niemiecka polityk i parlamentarzystka, członek SPD.
W młodości wstąpiła do Socjaldemokratycznej Partii Niemiec, poświęcając się działalności społecznej, związkowej i charytatywnej. Po rewolucji 1918 r. została wybrana do rady robotniczej i powiatowych struktur partyjnych w Döbeln. W styczniu 1919 została deputowaną do Zgromadzenia Narodowego, kandydując z listy SPD w Saksonii. Członek Reichstagu w latach 1920-1928.